# Polytrichum pachyneuron
Polytrichum pachyneuron är en bladmossart som beskrevs av Georg Ernst Ludwig Hampe 1847. Polytrichum pachyneuron ingår i släktet björnmossor, och familjen Polytrichaceae. Inga underarter finns listade i Catalogue of Life.